# Félix Vera
Félix Vera Calatayud (Cochabamba, 18 maggio 1961) è un ex calciatore boliviano, di ruolo difensore.

## Biografia
Nato da Daniel Vera e Rosa Calatayud, si è sposato con Elvis Valencia, da cui ha avuto quattro figli.

## Caratteristiche tecniche
Il suo ruolo principale era quello di difensore laterale, ma giocò anche come centrocampista.

## Carriera

### Club
Vera iniziò a giocare a livello locale; nel 1980 entrò a far parte dell'Aurora, società della sua città natale. Con la maglia celeste divenne titolare a partire dalla Liga del Fútbol Profesional Boliviano 1983; vi giocò con continuità per quattro stagioni, raggiungendo quota 85 presenze in massima serie nazionale. Nel 1987, all'apice della propria carriera, venne acquistato dal Wilstermann, altra formazione di Cochabamba, e ottenne la convocazione in Nazionale boliviana. Giunto nella nuova rosa venne incluso tra i titolari. Nel 1992 subì una doppia frattura (tibia e perone) che interruppe la sua carriera nel calcio giocato.

### Nazionale
Debuttò in Nazionale maggiore il 14 giugno 1987, in occasione dell'incontro di Santa Cruz de la Sierra con il Paraguay. Nello stesso anno venne incluso nella lista per la Copa América. In tale competizione esordì il 28 giugno contro il Paraguay; presenziò anche nella partita del 1º luglio con la Colombia.